# Férfi 50 méteres gyorsúszás a 2017-es úszó-világbajnokságon
A 2017-es úszó-világbajnokságon a férfi 50 méteres gyorsúszás versenyszámának döntőjét Budapesten rendezték, a Duna Arénában. A győztes az amerikai Caeleb Dressel lett.

## Döntő
| #         | Pálya | Név                 | Ország | Idő   |    |
| --------- | ----- | ------------------- | ------ | ----- | -- |
| Aranyérem | 4     | Caeleb Dressel      | USA    | 21,15 | NR |
| Ezüstérem | 3     | Bruno Fratus        | BRA    | 21,27 |    |
| Bronzérem | 6     | Ben Proud           | GBR    | 21,43 |    |
| 4.        | 5     | Vlagyimir Morozov   | RUS    | 21,46 |    |
| 5.        | 1     | Paweł Juraszek      | POL    | 21,47 | NR |
| 6.        | 7     | Ari-Pekka Liukkonen | FIN    | 21,67 |    |
| 7.        | 2     | Kristian Golomeev   | GRE    | 21,73 |    |
| 8.        | 8     | César Cielo Filho   | BRA    | 21,83 |    |